# Odrimont
Odrimont est un hameau ardennais de la commune de Lierneux situé en province de Liège de la Région wallonne en Belgique.

## Situation
Les hameaux et villages avoisinants sont La Chapelle, Amcomont, Arbrefontaine et Lierneux.

## Description et activités
Il est peuplé d'une centaine d'habitants et vit essentiellement de l'agriculture, du tourisme et de la sylviculture.
On y trouve un camping, plusieurs gîtes chez l'habitant et des promenades balisées.